# Cernelele, Vâlcea
Cernelele este un sat în comuna Păușești din județul Vâlcea, Oltenia, România.

## Vezi și
- Biserica de lemn din Cernelele

 Acest articol despre o localitate din județul Vâlcea este deocamdată un ciot. Puteți ajuta Wikipedia prin completarea lui.